# Botlihi járás
A Botlihi járás (oroszul: Ботлихский район) Oroszország egyik járása Dagesztánban. Székhelye Botlih.

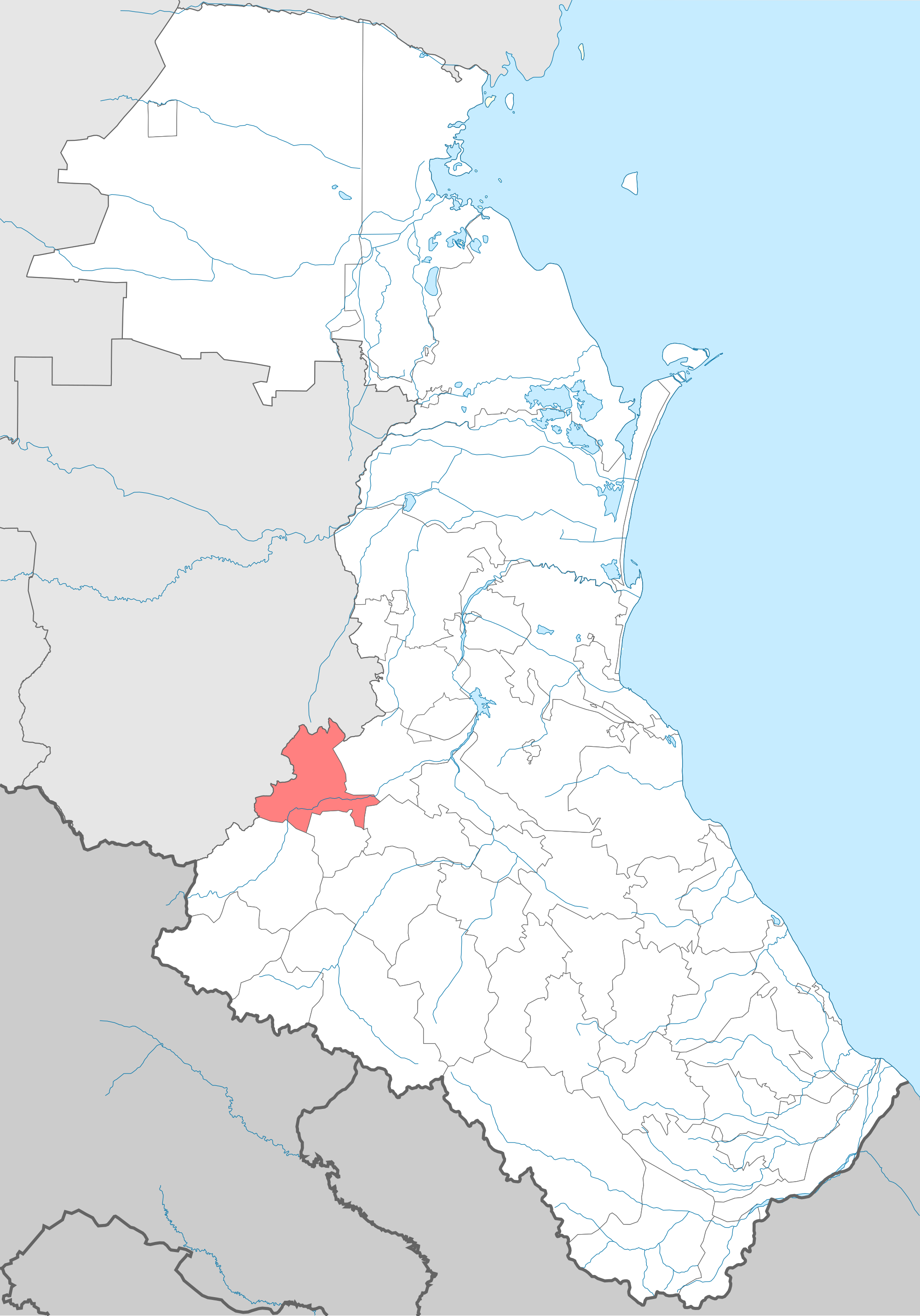
A Botlihi járás Dagesztánban

## Népesség
- 1989-ben 29 767 lakosa volt, melyből 29 696 avar (99,8%), 15 orosz, 13 csecsen, 10 kumik, 6 dargin, 5 azeri, 5 tabaszaran, 4 lak, 3 lezg.
- 2002-ben 50 469 lakosa volt, melyből 50 361 avar (99,8%), 46 orosz, 16 csecsen, 9 kumik, 7 lak, 6 lezg, 3 azeri, 2 dargin, 1 nogaj.
- 2010-ben 54 322 lakosa volt, melyből 51 636 avar (95,1%), 1 695 orosz (3,1%), 70 örmény, 53 tatár, 52 kumik, 47 oszét, 22 dargin, 16 csecsen, 14 azeri, 11 lezg, 7 lak, 6 tabaszaran, 4 nogaj, 1 agul.